# Nycteola lichenodes
Nycteola lichenodes är en fjärilsart som beskrevs av Sheldon 1919. Nycteola lichenodes ingår i släktet Nycteola och familjen trågspinnare. Inga underarter finns listade i Catalogue of Life.